# József Attila Művelődési Ház (Dorog)

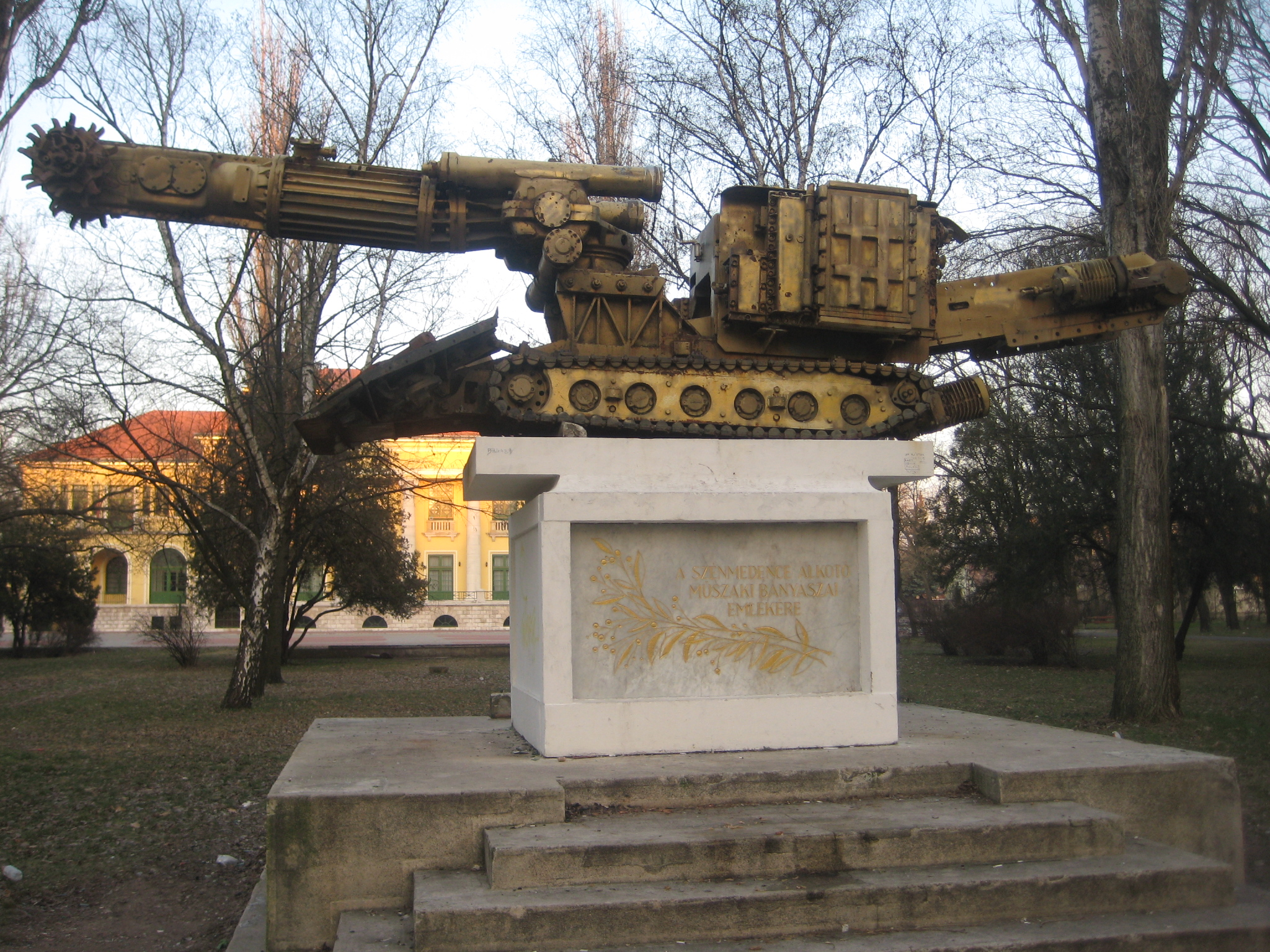
F6 vágathajtó gép, háttérben a József Attila Művelődési Házzal

A dorogi József Attila Művelődési Ház (korábban Munkásotthon) a város kulturális életének egyik központja, 1923 és 1928 között épült Fleischl Róbert tervei alapján.

## Története
Az építkezés 1923. augusztus 20-án az alapkő letételével vette kezdetét, amelyet a Salgótarjáni Kőszénbánya Rt. dorogi igazgatósága támogatott. Az épület 1927 végétől már üzemelt, ünnepélyes átadására csak 1928-ban került sor. Az alkalomra Herczeg Ferenc író üdvözlő beszédet írt. 1935-ben avatták fel a művelődési ház színháztermét, majd 1939-re elkészült az Otthon Mozi is mely 2005-ig működött. Az intézmény a második világháború után vette fel József Attila nevét. Az 1970-es években, a szénbányák átszervezésekor az épület működtetése a Dorogi Szénbányák Vállalat szakszervezetének feladata lett. 1981-ben rekonstrukciós munkálatok, beruházások segítségével korszerűsítették a színháztermet. Ekkor került Furlán Ferenc üvegablaka Haranghy Jenő elpusztult hasonló alkotásának helyére. 1994-ben elkezdődött a Dorogi Szénbányák felszámolása és a művelődési ház a Dorogi Szénmedence Kultúrájáért Alapítvány tulajdonába került. Az Alapítvány nem volt képes az épület megfelelő üzemeltetésére, ezért Dorog városa 1997-ben létrehozta a Dorogi Közművelődési Közhasznú Társaságot, amely azóta  működteti a művelődési házat. Dorog városa a Regionális Fejlesztés Operatív Program keretében nyert támogatást az intézmény felújítására, amely 2007-ben fejeződött be.

## Helyiségek
- Bálterem (Schmidt Sándor terem)
- Kiállító terem / Dorogi Galéria (Gáthy Zoltán terem)
- Fogadóterem (Fleischl Róbert terem)
- Zeneterem (Buchner Antal terem)
- Klubhelyiség
- Színházterem
- Táncterem/Műterem
- Mozi
- Mozi előtér